# Why Dance?
Why Dance? är Vocal Six' andra musikalbum från 1994.

## Låtlista
1. Why Dance? (J. Friis-Hansen, S. Paulson) - 4.27
2. The Way You Look Tonight  (J. Kern, D. Fields) - 2.32
3. Alf beror på mig = It All Depends on You  (R. Henderson, P. Ramel) - 3.36
4. Walk Between the Raindrops (D. Fagen) - 2.23
5. Tomma ramar blues (J. Friis-Hansen) - 4.38
6. Sensuella Isabella (T. Ledin) - 2.54
7. Ta mig till havet (P. Lundblad) - 4.07
8. Tvålen (En blyg mans bekännelser) (S. Atterhall) - 2.55
9. For Their Hearts Were Full of Spring (B. Troupe) - 2.35
10. Bohemian Rhapsody (F. Mercury) - 5.55

Total tid: 36:34
- Arrangemang:
- Staffan Paulson (1-2, 4, 7-10)
- Mattias Frisk (3)
- Jens Friis-Hansen (5)
- Martin Andersson (6)

## Vocal Six
- Niclas Kåse - Tenor
- Staffan Paulson - Tenor
- Jens Friis-Hansen - Tenor
- Jan "Janne" Olsson - Tenor
- Martin Andersson - Baryton
- Peder Tennek - Bas

### Fotnoter
1. ↑  ”Why Dance?”. Svensk mediedatabas. http://smdb.kb.se/catalog/id/001506003. Läst 7 april 2012.